# Suhoj Su-57
Suhoj Su-57 (rus. ПАК ФА (PAK FA), Перспективный авиационный комплекс фронтовой авиации, Perspektivny Aviatsionny Kompleks Frontovoy Aviatsii) u slobodnom prijevodu "budući višenamjenski lovac prve linije" je ruski mlazni lovac pete generacije. Sam zrakoplov je dvomotorni jednosjed smanjene uočljivosti radarima (eng. stealth), koji se razvijao pod internom radnom oznakom T-50, projektom predviđen da bude višenamjenski lovac sa zadaćama pružanja zračne premoći i zračnih napada. Su-57 ima mogućnost letenja nadzvučnom brzinom, režim rada motora bez dopunskog sagorijevanja, tj. superkrstarenje (eng. supercruise), visoke performanse leta (eng. supermaneuverability), napredne funkcije i visoku integraciju opreme i računalne podrške (eng. advanced avionics), a u stanju je suprotstaviti se američkim lovcima pete generacije, F-22 Raptor i F-35 Lightning.
Cilj Su-57 programa je zamjena zrakoplova Su-27 i MiG-29 iz službe Ruskog ratnog zrakoplovstva. Prvi let Suhoja Su-57, u trajanju od 45 minuta uspješno je izveden 29. siječnja 2010. godine., a prvi predserijski primjerci ušli su u službu Ruskog ratnog zrakoplovstva 2020. godine. Za početak ovi će zrakoplovi biti opremljeni nadograđenim AL-41F motorima, dok se ne dovrše potpuno novi motori koji se trenutno razvijaju posebno za Su-57 pod privremenim nazivom "izdelye 30". Uvođenje u upotrebu je bilo planirano 2017., pa je odgođeno za 2018., najavljeno za 2019. godinu Ali prvi serijski primjerci ušli su u službu 2020. godine. Nakon uvođenja u uporabu, zrakoplovu se predviđa radni vijek od 35 godina.

### Razvoj
U kasnim osamdesetim godinama 20. stoljeća, Sovjetski Savez je zatražio razvoj lovca sljedeće generacije kako bi zamijenio Su-27 i Mig-29 u službi kao glavne lovce zračne nadmoći. Predložena su dva zrakoplova: Suhoj Su-47 i Mig 1.44. Raspad Sovjetskog saveza je prekinuo razvoj novog lovca. Premda su obje tvrtke izgradile svoje prototipe i izvršile letna testiranja, manjak novca je spriječio daljnji razvoj projekta. Projekt je ponovno pokrenut 2002. kada je Suhoj je odabran da razvije sasvim novi zrakoplov pete generacije. PAK FA će koristiti tehnologiju s oba prethodna prototipa, Su-47 i Mig 1.44 kako bi se ubrzao razvoj. 
Cjelokupni projekt razvoja ovog lovca su pratili brojni problemi od samog početka, a ponajviše financijski. Kao prvo, razvoj projekta i uvođenje u službu je u nekoliko navrata produživano, tako da u konačnici cijeli projekt kasni nekoliko godina. 
Druga problematika je vezana uz motore. Budući da Rusija od osamostaljenja 1991. godine nije razvila ni jedan novi zrakoplovni motor, pa čak niti u bitnoj mjeri unaprijedila postojeće motore iz sovjetskog doba, Su-57 je praktički ostao bez adekvatnih motora koji su nužni za 5. generaciju lovaca. Postojeći motor AL-41F1-117 je zapravo tek neznatno unaprijeđeni AL-31F koji je nastao početkom 1980-tih i koji pogoni 4. generaciju Su-27 i Su-30 lovaca. Drugim riječima, AL-41F1-117 je preslab motor koji po karakteristikama zaostaje za konkurentskim američkim F-119 PW-100 motorom koji pogoni F-22. Upravo je ta činjenica potaknula ruse na razvoj novih motora, ovoga puta bitno unaprijeđenom verzijom AL-31F motora, poznatijom kao AL-41F3-30. Problem s novim motorom AL-41F3-30 leži u činjenici da ruska avioindustrija trenutno nema potencijal za masovnu proizvodnju ovih motora.
Treći problem tiče se radarskog odraza odnosno vezan je uz tzv. "stealth" tehnologiju. Prema procjenama mnogih stručnjaka, Su-57 ima bitno manji radarski odraz uspoređujući ga s lovcima 4. i 4++ generacije poput Gripen-a, Eurofighter-a, F-18 E/F, F-16 Block 70, Su-35 itd; no još uvijek nedostatan za 5. generaciju. Ruska vojska je pak napomenula da su u određenoj mjeri žrtvovali radarski odraz za bolje manevarske sposobnosti, što i nije iznenađujuće jer Su-57 zaista ima superiornije manevarske sposobnosti od američkih lovaca 5. generacije poput F-22 i F-35.
Četvrti problem je vezan uz Indiju kao partnera na projektu. Indija je htjela otkupiti cjelokupnu tehnologiju za samostalnu proizvodnju kompletnog zrakoplova, što Rusiji nije odgovaralo jer bi to moglo imati negativne posljedice za rusku nacionalnu sigurnost. Zbog svega navedenog, indijska vlada je najavila povlačenje iz projekta.
Peti, a ujedno i najvažniji problem, vezan je uz nedostatak financijskih sredstava. Sam projekt je bitno jeftiniji nego što je bio razvoj američkih lovaca 5. generacije, no ogronma korupcija zajedno s pogrešnom ekonomskom politikom Rusije, odnosno potpunim nedostatkom vizije i jasne strategije razvoja ekonomije koja je još uvijek gotovo isključivo bazirana na nafti i plinu, doveli su do brojnih financijskih problema u vojnom i civilnom sektoru.
Svi navedeni problemi, a ponajviše oni vezani uz nedostatak financijskih sredstava, negativno su utjecali na novi zrakoplov te je ruska vlada zamrznula cijeli projekt. Umjesto prvotno planiranih i najavljenih 150 lovaca, rusko Ministarstvo obrane je najavilo da će naručiti samo 12 zrakoplova.

### Prvi let
U kolovozu 2007. zapovjednik Ruskog ratnog zrakoplovstva je objavio završetak ispitivanja i kako će sada početi sastavljanje prototipa. Sukladno tome, prvi let bi trebao biti izvršen negdje u 2008., što je godinu kasnije od prvotnog plana. Međutim, predsjednik tvrtke Suhoj je u međuvremenu objavio da će prvi let biti obavljen najranije u 2009.
Prvi let je obavljen ipak 29. siječnja 2010. godine u vojnoj bazi Dzemgi u Komsomolsku na Amuru, a test pilot je bio Sergej Bogdan. Let je trajao 47 minuta.

### Dizajn
Novi lovac objedinjuje tzv. "stealth" tehnologiju te ima smanjeni radarski odraz, posjeduje mogućnost superkrstarenja, sposoban je nositi novi naraštaj oružja unutar trupa i ima novi AESA radar. 

## Tehničke karakteristike (s AL-41F1-117 motorima)
Izvori podataka: 
Osnovne karakteristike
- posada: 1
- dužina: 19,4 m
- raspon krila: 14 m
- površina krila: 78,8 m2
- visina: 4,8 m

Letne karakteristike
- najveća brzina: Mach 2,2+ (2340+ km/h)
- ekonomska brzina: 1,300 km/h
- dolet: 4,000 do 5,500 km
- brzina penjanja: 350 m/s
- specifično opterećenje krila: 470 kg/m2
- motor: 2 × Saturn-Lyulka AL-41F1-117 turbofan motora